# Avtocesta A10, Hrvaška
Avtocesta A10 je najkrajša hrvaška avtocesta. Povezuje Avtocesto A1 z mejo z Bosno in Hercegovino pri Novi Seli. Ko bo Bosna in Hercegovina dokončala svojo avtocesto A1, bo Avtocesta A10 povezana tudi z Avtocesto A5 in tako najkrajša povezava Madžarske z morjem.

## Gradnja
Avtocesta je bila dokončana 20. decembra 2013. Prvotno je vključevala tudi odsek Ploče-Metković.